# Peckhamia formosa
Espèce
Synonymes
- Descanso formosus Bryant, 1943

Peckhamia formosa est une espèce d'araignées aranéomorphes de la famille des Salticidae.

## Distribution
Cette espèce est endémique de Haïti. Elle se rencontre vers Trou Caïman et le parc national La Visite.

## Description
Le mâle holotype mesure 5,0 mm et la femelle paratype 4,5 mm. Le mâle décrit par Cala-Riquelme, Bustamante, Crews et Cutler en 2020 mesure 4,97 mm et la femelle 4,39 mm.

## Systématique et taxinomie
Cette espèce a été décrite sous le protonyme Descanso formosus par Bryant en 1943. Elle est placée dans le genre Peckhamia par Cala-Riquelme, Bustamante, Crews et Cutler en 2020.

### Publication originale
- (en) Bryant, « The Salticid Spiders of Hispaniola », Bulletin of the Museum of Comparative Zoology, vol. 92, no 9,‎ 1943, p. 445-529 (lire en ligne).